# Paracorrhenes flavomaculata
Paracorrhenes flavomaculata är en skalbaggsart som beskrevs av Stefan von Breuning 1978. Paracorrhenes flavomaculata ingår i släktet Paracorrhenes och familjen långhorningar. Inga underarter finns listade i Catalogue of Life.